# B1950.0
 (mars 2021).
Si vous disposez d'ouvrages ou d'articles de référence ou si vous connaissez des sites web de qualité traitant du thème abordé ici, merci de compléter l'article en donnant les références utiles à sa vérifiabilité et en les liant à la section « Notes et références ».
En astronomie, l'expression B1950.0 désigne une époque, qui était fréquemment utilisée dans le courant du XXe siècle pour définir les coordonnées d'ascension droite et de déclinaison. Un grand nombre de travaux produits entre les années 1920 et 1984 utilise cette époque. Par exemple, la désignation des pulsars a dans un premier temps utilisé l'époque B1950.0 pour répertorier les pulsars par leurs coordonnées. L'époque correspondante était exprimée en termes d'année besselienne, comme en témoigne l'initiale « B » de son nom. Elle a été abandonnée en 1984 au profit de l'époque J2000.0